# Novak Simić
Novak Simić (Vareš, 14. siječnja 1906. – Zagreb, 19. studenog 1981.) jest hrvatski književnik, podrijetlom Srbin iz Bosne i Hercegovine.

## Životopis
Završio je Trgovačku akademiju u Sarajevu, a 1927. je godine došao u Zagreb i studirao na Visokoj ekonomskoj školi. Studirao je i na Visokoj kemijskoj školi u Leobenu u Austriji, a ondje je i diplomirao 1935. godine. Nakon Drugog svjetskog rata radio je u nakladničkom poduzeću Zora u Zagrebu.
Počeo je objavljujući pjesme u časopisu Vijenac, a sudjelovao je u lirskom almanahu Knjiga drugova (1929.), antologiji tzv. socijalne lirike zbog koje je bio i uhićen. Najznačajnija su mu djela ipak prozna. Njegovi romani, pjesme i pripovijetke govore o životu sela i prirode te ljudi svojega vremena.
Bio je član Društva hrvatskih književnika, a od 1956. godine i dopisni član JAZU-a.

## Djela
Prvi mu je roman bio Voćnjak koji je objavljen 1938. godine, ali bio je cenzuriran pa je opet objavljen 1948. godine s naslovom Brkići iz Bara. Najkompleksnijim mu se romanom smatra Braća i kumiri iz 1955. godine koji prati braću Tomašević i u kojem je pokušavao prikazati dehumanizaciju kapitalizma i jagmu za uspjehom i novcem. Temom grada i urbanim stilom utro je put kasnijoj urbanoj prozi hrvatske književnosti druge polovice 20. stoljeća.
Djela:
- Knjiga drugova, almanah jugoslovenskih socijalnih liričara, urednici Novak Simić, Jovan Popović, Kikinda, 1929.
- Ogledalo vremena, lirika, zajedno s Petrom Bakulom, Vladimirom Jurčićem i Vladom Mađarevićem, 1936.
- Nepoznata Bosna, novele i pripovijetke, 1937.
- Suton Tašlihana, 1937.
- Voćnjak, roman, 1938.
- O čađi i travama, pjesme, 1940.
- Iza zavjesa, novele i pripovijetke, 1946.
- Brkići iz Bara, Voćnjak prerađen, 1947.
- Miškovići, 1949.
- Druga obala, 1952.
- Braća i kumiri. Roman, 1955.
- Ljubav Stjepana Obrdalja, izabrane pripovijetke, 1958.
- Novele i pripovijetke, Braća i kumiri, PSHK, knj. 123, 1977.

## Nagrade
Dobio je Nagradu Vladimir Nazor za životno djelo 1973. godine.